# Inimia nat
Inimia nat is een soort bidsprinkhaan uit de familie Nanomantidae en is de enige soort die wordt beschreven in het geslacht Inimia. Het wordt gevonden in het zuidoosten van Queensland, Australië.
Deze soort werd voor het eerst ontdekt met behulp van het burgerwetenschapsplatform iNaturalist. Volgens de standaardpraktijk voor binominale namen, kan Inimia nat worden afgekort tot I. nat. Het is dus een woordspeling die door de auteurs is bedoeld als eerbetoon aan iNaturalist, dat zelf soms wordt afgekort tot iNat.